# La Bénisson-Dieu
 La Bénisson-Dieu  es una población y comuna francesa, situada en la región de Auvernia-Ródano-Alpes, departamento de Loira, en el distrito de Roanne y cantón de Roanne-Nord.

## Demografía
| 357 | 369 | 364 | 402 | 391 | 444 |
| Para los censos de 1962 a 1999 la población legal corresponde a la población sin duplicidades (Fuente: INSEE [Consultar]) |     |     |     |     |     |